# Romeo's Heart
Romeo's Heart é um álbum de estúdio do cantor australiano John Farnham. Foi lançado na Austrália em 3 de junho de 1996 e é o primeiro lançamento de estúdio de Farnham em três anos. Este álbum alcançou a segunda posição nas paradas da ARIA e foi quatro vezes platina no país. No total, o álbum gerou cinco singles, são eles: "A Simple Life", "Hearts on Fire", "Don't Let It End", "All Kind of People" e "Have A Little Faith (In Us)".

## Faixas
1. "Have A Little Faith (In Us)" (R. Desalvo, A. Roman) – 5:08
2. "Little Piece Of My Heart" (C. Celli, A. Levin, J. Ponti) – 4:52
3. "A Simple Life" (J. Lind, R. Page) – 3:58
4. "All Kinds Of People" (E. Pressley, S. Crow, K. Gilbert) – 5:16
5. "Romeo's Heart" (J. Kimball, R. Vanwarmer) – 4:18
6. "Don't Let It End" (A. Hendra) – 4:41
7. "Heart's On Fire" (T. Kimmel, S. Lynch) – 4:48
8. "Hard Promises To Keep" (K. Rhodes) – 5:45
9. "Over My Head" (R. Pleasance, A. Tanner) – 5:45
10. "May You Never" (J. Martyn) – 3:50
11. "Second Skin" (J. Farnham, R. Fraser, C. Lim) – 3:41

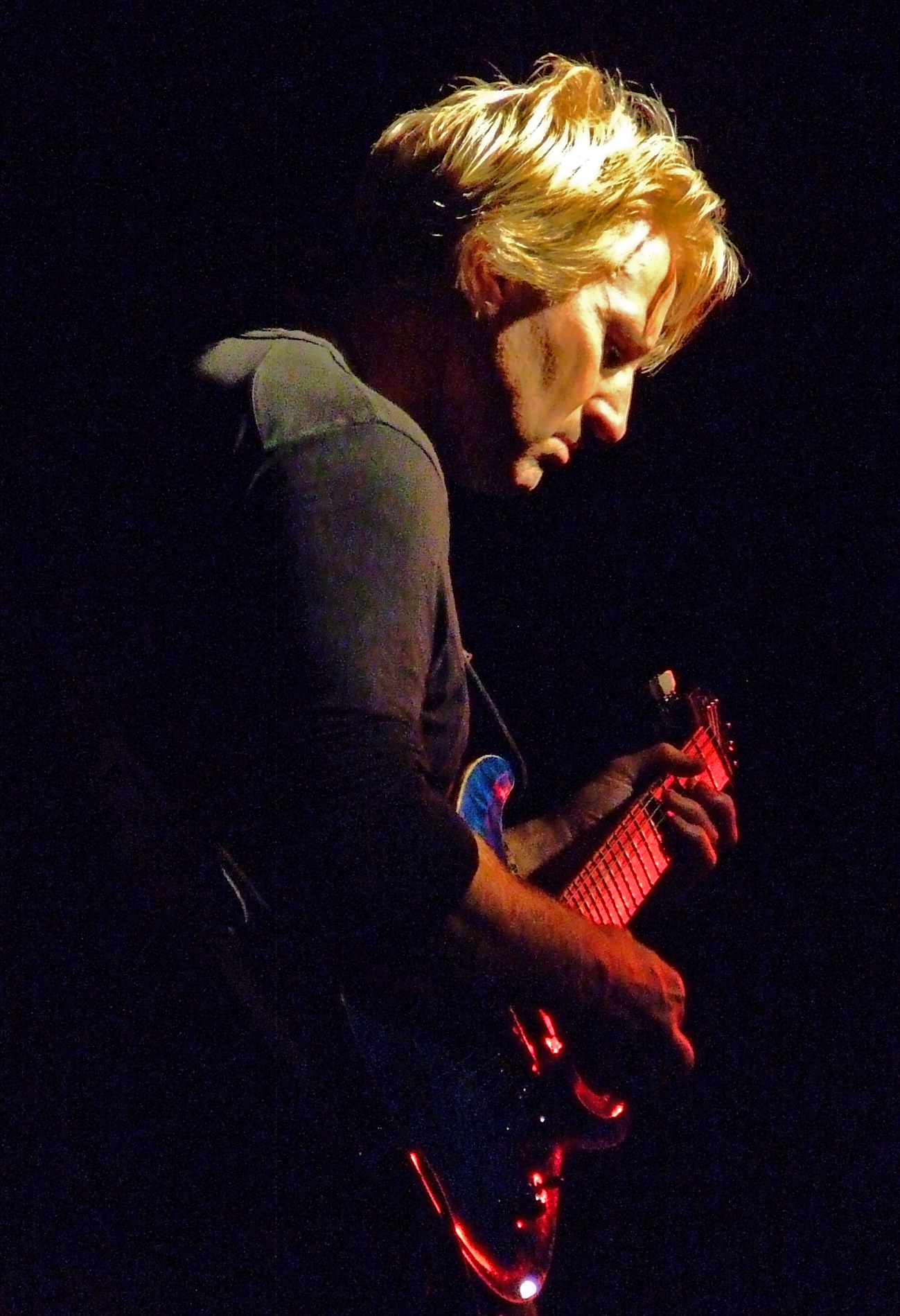
Brett Garsed na guitarra

## Paradas

### Paradas semanais
| Paradas (1996/97) | Melhor posição |
| ----------------- | -------------- |
| Austrália (ARIA)  | 2              |

### Paradas de fim de ano
| Paradas (1996)             | Posição |
| -------------------------- | ------- |
| Álbuns Australianos (ARIA) | 10      |

## Certificações
| País             | Certificação | Vendas certificadas |
| ---------------- | ------------ | ------------------- |
| Austrália (ARIA) | 4x Platina   | 280 000+            |